# Martin Vargas

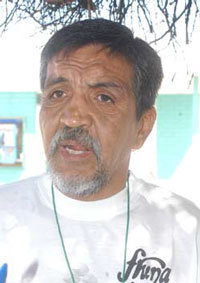
Vargas i juli 2009.

Martín Vargas Fuentes, chilensk boxare född den 24 januari 1955.
En av Chiles stora sportidoler, p.g.a att han slogs om Chiles första VM-titel, 4 gånger.
Innan dess hade han evrörat såväl det nationella, som det sydamerikanska titelbältet i flugvikt. I september 1977 var så tiden mogen för hans första attack mot VM-bältet, i en match mot mexikanen Miguel Canto. Efter att ha förlorat den matchen på poäng, utmanade han Canto igen, denna gång på hemmaplan i december samma år. Det blev förlust igen dock.
Nästa VM-match gick han november 1978, mot venezuelanen Betulio Gonzalez. Inte heller denna gång blev det seger för Vargas.
Slutligen i juni 1979 så gjorde han sitt sista försök att evröra VM-bältet, när han i Japan mötte hemmasonen Yoko Gushiken. Matchen slutade med seger för japanen.
Martin Vargas lämnade boxningsringen 1987, men gjorde en kort comeback 1997.